# Gladiolus emiliae
Gladiolus emiliae är en irisväxtart som beskrevs av Harriet Margaret Louisa Bolus. Gladiolus emiliae ingår i släktet sabelliljor, och familjen irisväxter. Inga underarter finns listade i Catalogue of Life.